# Dipteris conjugata
Quyết lá dù (danh pháp hai phần: Dipteris conjugata) là một loài dương xỉ trong họ Dipteridaceae. Loài này được Reinw. mô tả khoa học đầu tiên năm 1828.

## Hình ảnh

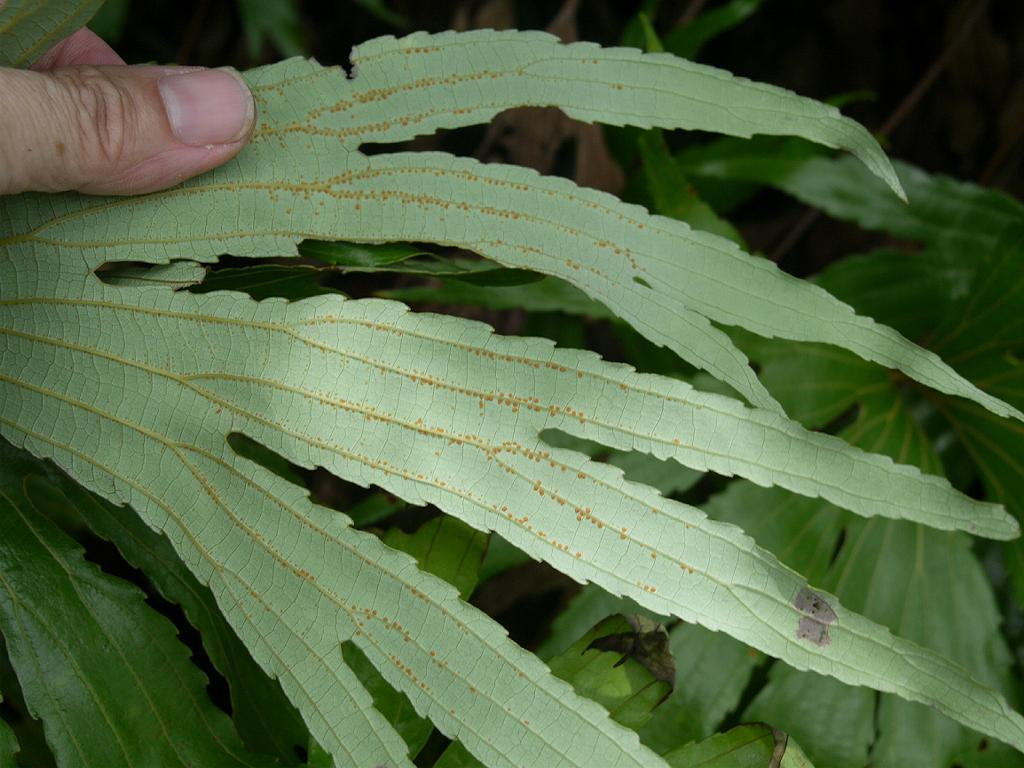
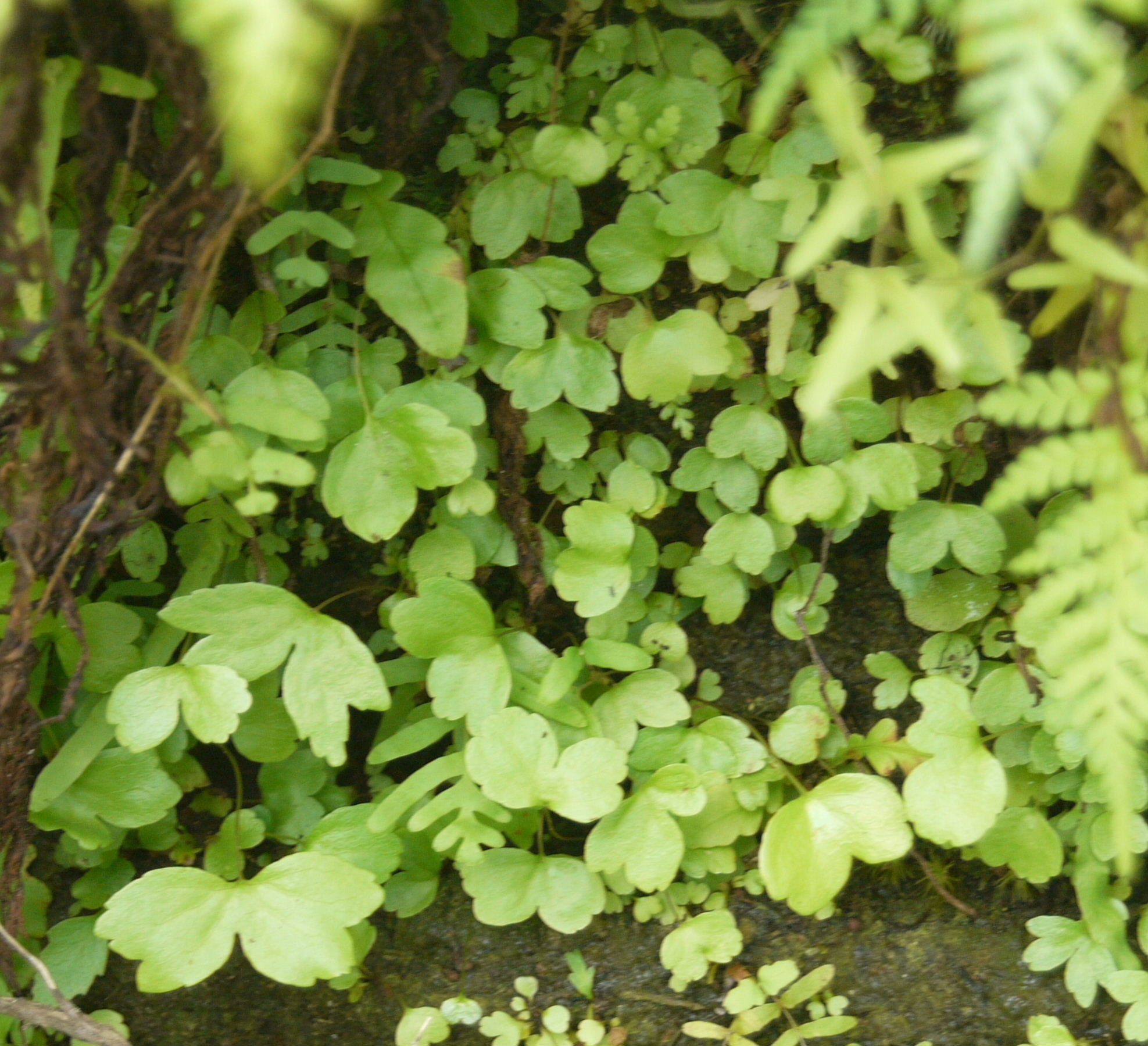
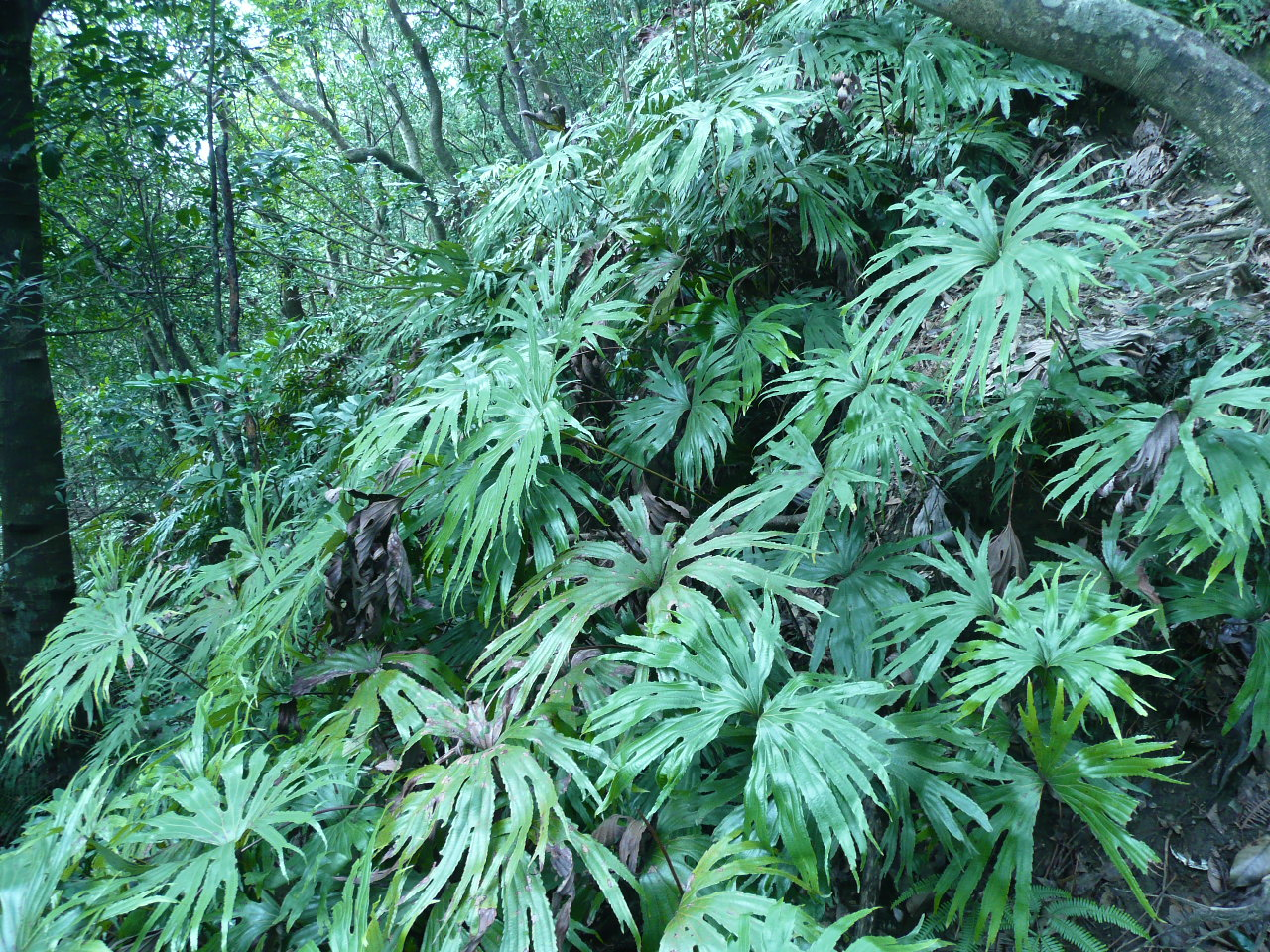